# 74. Międzynarodowy Festiwal Filmowy w Cannes
74. Międzynarodowy Festiwal Filmowy w Cannes odbył się w dniach 6−17 lipca 2021 roku. Pierwotnym terminem imprezy był 11-22 maja 2021, ale ze względu na pandemię koronawirusa organizatorzy przenieśli ją z tradycyjnego okresu wiosennego na letni. Festiwal odbył się po dwuletniej przerwie - w 2020 roku impreza się nie odbyła, a organizatorzy podali jedynie tytuły filmów zakwalifikowanych do oficjalnej selekcji.
Imprezę otworzył pokaz francuskiego musicalu Annette w reżyserii Leosa Caraxa. W konkursie głównym zaprezentowane zostały 24 filmy pochodzące z 15 różnych krajów.
Na czele jury konkursu głównego po raz drugi z rzędu stanął amerykański reżyser Spike Lee, którego wizerunek umieszczono na oficjalnym plakacie promocyjnym imprezy. Jury przyznało nagrodę główną festiwalu, Złotą Palmę, francuskiemu filmowi Titane w reżyserii Julii Ducournau. Była to druga w historii imprezy (po Fortepianie Jane Campion) Złota Palma przyznana dla filmu wyreżyserowanego przez kobietę. Drugą nagrodę w konkursie głównym, Grand Prix, przyznano ex aequo irańskiemu filmowi Bohater w reżyserii Asghara Farhadiego oraz fińskiemu obrazowi Przedział nr 6 w reżyserii Juho Kuosmanena.
Galę otwarcia i zamknięcia festiwalu prowadziła francuska aktorka Doria Tillier. Honorową Złotą Palmę za całokształt twórczości otrzymali włoski reżyser Marco Bellocchio i amerykańska aktorka Jodie Foster.

## Członkowie jury

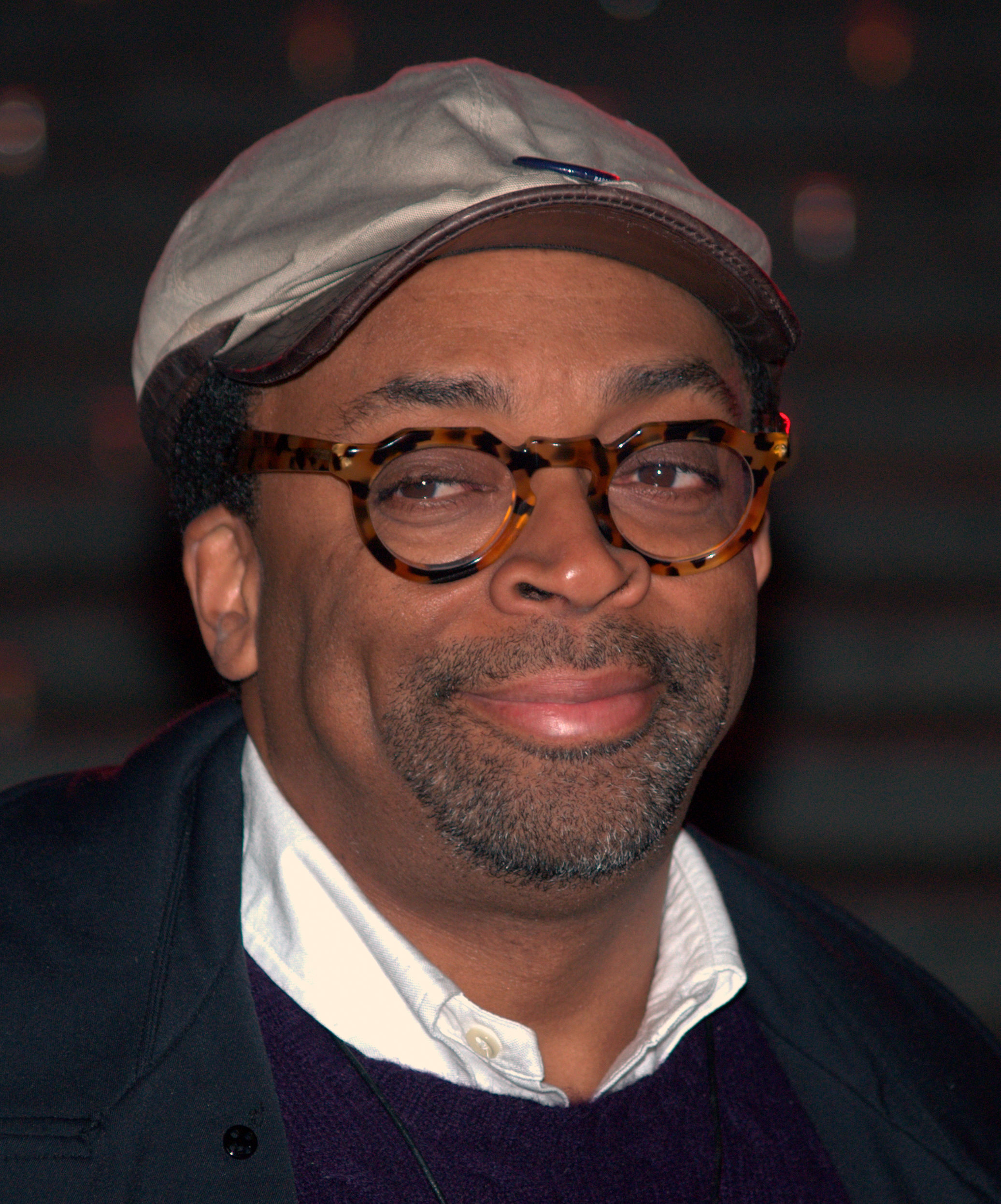
Przewodniczący jury konkursu głównego Spike Lee.

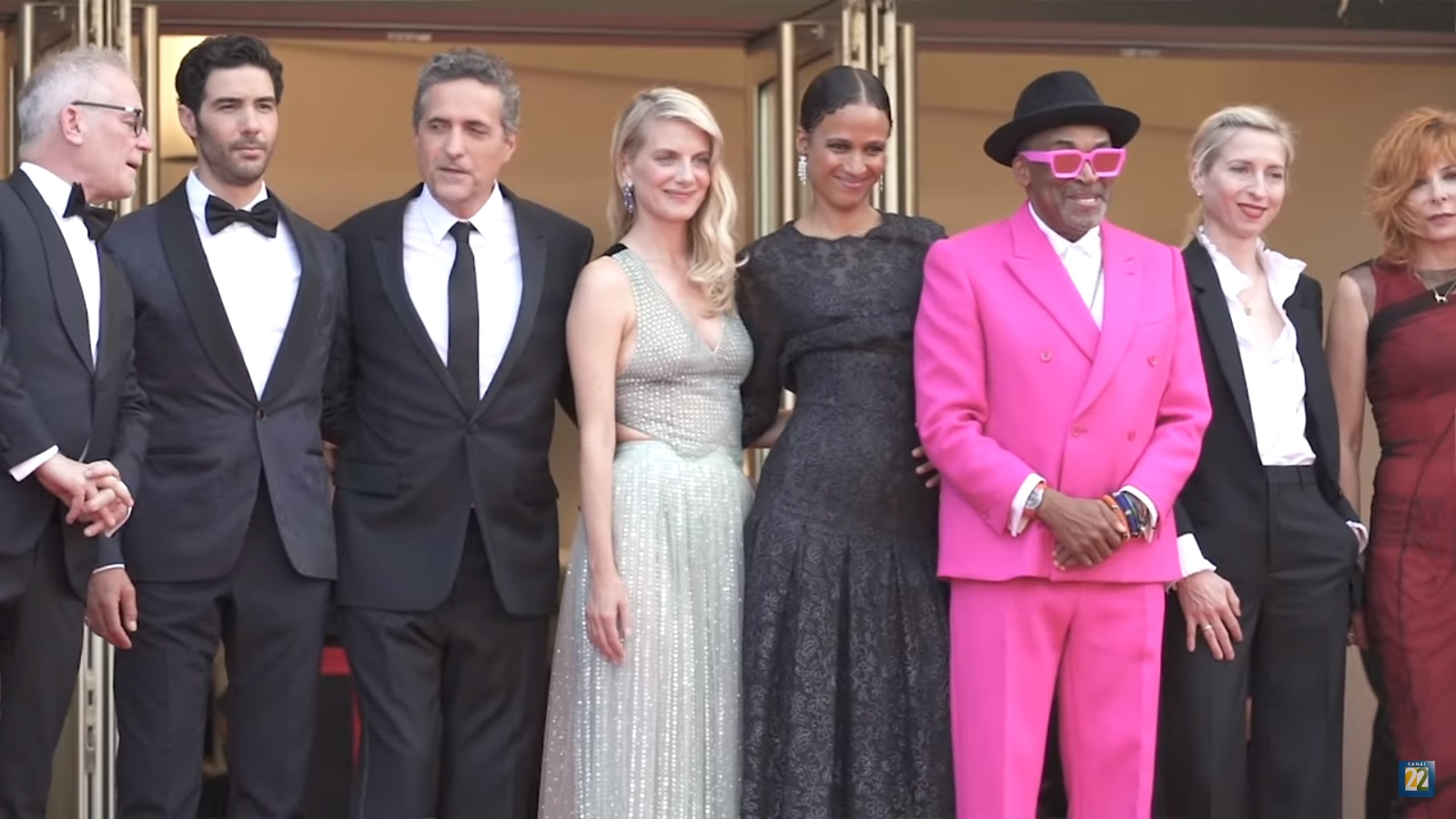
Jury konkursu głównego.

### Konkurs główny
- Spike Lee, amerykański reżyser − przewodniczący jury[9][10]
- Mati Diop, senegalska reżyserka
- Mylène Farmer, francuska piosenkarka
- Maggie Gyllenhaal, amerykańska aktorka
- Jessica Hausner, austriacka reżyserka
- Mélanie Laurent, francuska aktorka
- Kleber Mendonça Filho, brazylijski reżyser
- Tahar Rahim, francuski aktor
- Song Kang-ho, południowokoreański aktor

### Sekcja „Un Certain Regard”
- Andrea Arnold, brytyjska reżyserka − przewodnicząca jury
- Daniel Burman, argentyński reżyser
- Michael Angelo Covino, amerykański reżyser
- Mounia Meddour, algierska reżyserka
- Elsa Zylberstein, francuska aktorka

### Cinéfondation i filmy krótkometrażowe
- Sameh Alaa, egipski reżyser
- Kaouther Ben Hania, tunezyjska reżyserka
- Carlos Muguiro, hiszpański scenarzysta
- Tuva Novotny, szwedzka aktorka
- Nicolas Pariser, francuski reżyser
- Alice Winocour, francuska reżyserka

### Złota Kamera – debiuty reżyserskie
- Mélanie Thierry, francuska aktorka − przewodnicząca jury
- Audrey Abiven, dyrektorka firmy Tri Track
- Éric Caravaca, francuski aktor
- Romain Cogitore, francuski reżyser
- Laurent Dailland, francuski operator filmowy
- Pierre-Simon Gutman, francuski krytyk filmowy

### Złote Oko – filmy dokumentalne
- Ezra Edelman, amerykański reżyser − przewodniczący jury
- Julie Bertuccelli, francuska reżyserka
- Iris Brey, francuska dziennikarka
- Déborah François, belgijska aktorka
- Orwa Nyrabia, syryjski producent filmowy i dyrektor artystyczny IDFA

## Selekcja oficjalna

### Otwarcie i zamknięcie festiwalu
|             | Tytuł                         | Reżyseria     | Kraj produkcji |
| ----------- | ----------------------------- | ------------- | -------------- |
| Otwierający | Annette                       | Leos Carax    | Francja        |
| Zamykający  | Agent specjalny: Misja Afryka | Nicolas Bedos | Francja        |

### Konkurs główny
Następujące filmy zostały wyselekcjonowane do udziału w konkursie głównym o Złotą Palmę:
| Tytuł polski                                   | Tytuł oryginalny                    | Reżyseria                 | Kraj produkcji    |
| ---------------------------------------------- | ----------------------------------- | ------------------------- | ----------------- |
| Annette                                        | Annette                             | Leos Carax                | Francja           |
| Benedetta                                      | Benedetta                           | Paul Verhoeven            | Francja           |
| Wyspa Bergmana                                 | Bergman Island                      | Mia Hansen-Løve           | Francja           |
| Drive My Car                                   | ドライブ・マイ・カー Doraibu mai kā | Ryūsuke Hamaguchi         | Japonia           |
| Historia mojej żony                            | A feleségem története               | Ildikó Enyedi             | Węgry             |
| Dzień flagi                                    | Flag Day                            | Sean Penn                 | Stany Zjednoczone |
| Podziały                                       | La fracture                         | Catherine Corsini         | Francja           |
| France                                         | France                              | Bruno Dumont              | Francja           |
| Kurier Francuski z Liberty, Kansas Evening Sun | The French Dispatch                 | Wes Anderson              | Stany Zjednoczone |
| Bohater                                        | قهرمان Ghahreman                    | Asghar Farhadi            | Iran              |
| Kolano Ahed                                    | הַבֶּרֶךְ Ha'berech                      | Nadaw Lapid               | Izrael            |
| Rytmy Casablanki                               | Haut et fort                        | Nabil Ayouch              | Maroko            |
| Przedział nr 6                                 | Hytti nro 6                         | Juho Kuosmanen            | Finlandia         |
| Niespokojni                                    | Les intranquilles                   | Joachim Lafosse           | Belgia            |
| Lingui                                         | Lingui                              | Mahamat Saleh Haroun      | Czad              |
| Memoria                                        | Memoria                             | Apichatpong Weerasethakul | Tajlandia         |
| Nitram                                         | Nitram                              | Justin Kurzel             | Australia         |
| Paryż, 13. dzielnica                           | Les Olympiades, Paris 13e           | Jacques Audiard           | Francja           |
| Gorączka                                       | Петровы в гриппе Pietrowy w grippie | Kiriłł Sieriebriennikow   | Rosja             |
| Red Rocket                                     | Red Rocket                          | Sean Baker                | Stany Zjednoczone |
| Titane                                         | Titane                              | Julia Ducournau           | Francja           |
| Wszystko poszło dobrze                         | Tout s'est bien passé               | François Ozon             | Francja           |
| Trzy piętra                                    | Tre piani                           | Nanni Moretti             | Włochy            |
| Najgorszy człowiek na świecie                  | Verdens verste menneske             | Joachim Trier             | Norwegia          |

### Sekcja „Un Certain Regard”
Następujące filmy zostały wyświetlone na festiwalu w ramach sekcji "Un Certain Regard":
| Tytuł polski                  | Tytuł oryginalny                   | Reżyseria                     | Kraj produkcji    |
| ----------------------------- | ---------------------------------- | ----------------------------- | ----------------- |
| Yang                          | After Yang                         | Kogonada                      | Stany Zjednoczone |
| Poświęcenie Hasana            | Bağlılık Hasan                     | Semih Kaplanoğlu              | Turcja            |
| Blue Bayou                    | Blue Bayou                         | Justin Chon                   | Stany Zjednoczone |
| Dobra matka                   | Bonne mère                         | Hafsia Herzi                  | Francja           |
| La Civil                      | La Civil                           | Teodora Mihai                 | Meksyk            |
| Areszt domowy                 | Дело Dieło                         | Aleksiej German młodszy       | Rosja             |
| Lamb                          | Dýrið                              | Valdimar Jóhannsson           | Islandia          |
| Freda                         | Freda                              | Gessica Généus                | Haiti             |
| Z ulicy                       | 街娃兒 Gaey Wa'r                   | Jiazuo Na                     | Chiny             |
| Wielka wolność                | Große Freiheit                     | Sebastian Meise               | Austria           |
| Moi bracia i ja               | Mes frères et moi                  | Yohan Manca                   | Francja           |
| Plac zabaw                    | Un monde                           | Laura Wandel                  | Belgia            |
| Moneyboys                     | 尋找 Moneyboys                     | C.B. Yi                       | Tajwan            |
| Modlitwa o lepsze dni         | Noche de fuego                     | Tatiana Huezo                 | Meksyk            |
| Onoda - 10 000 nocy w dżungli | Onoda, 10 000 nuits dans la jungle | Arthur Harari                 | Francja           |
| Rozkurczając pięści           | Разжимая кулаки Razżymaja kułaki   | Kira Kowalenko                | Rosja             |
| Rehana                        | রেহানা মরিয়ম নূর Rehana Maryam Noor     | Abdullah Mohammad Saad        | Bangladesz        |
| Niewiniątka                   | De uskyldige                       | Eskil Vogt                    | Norwegia          |
| Niech nastanie ranek          | תן לזה להיות בוקר Vayehi Boker     | Eran Kolirin                  | Izrael            |
| Kobiety płaczą                | Жените плачат Żenite płaczat       | Weseła Kazakowa i Mina Milewa | Bułgaria          |

### Pokazy pozakonkursowe
Następujące filmy zostały wyświetlone na festiwalu w ramach pokazów pozakonkursowych:
| Tytuł polski                  | Tytuł oryginalny                       | Reżyseria                           | Kraj produkcji    |
| ----------------------------- | -------------------------------------- | ----------------------------------- | ----------------- |
| Aline. Głos miłości           | Aline                                  | Valérie Lemercier                   | Kanada            |
| Północny bastion              | BAC Nord                               | Cédric Jimenez                      | Francja           |
| Protokół bezpieczeństwa       | 비상선언 Bisang seoneon                | Han Jae-rim                         | Korea Południowa  |
| Dopóki żyję                   | De son vivant                          | Emmanuelle Bercot                   | Francja           |
| Krwiste pomarańcze            | Oranges sanguines                      | Jean-Christophe Meurisse            | Francja           |
| Agent specjalny: Misja Afryka | OSS 117: Alerte rouge en Afrique noire | Nicolas Bedos                       | Francja           |
| Stillwater                    | Stillwater                             | Tom McCarthy                        | Stany Zjednoczone |
| Authentik                     | Suprêmes                               | Audrey Estrougo                     | Francja           |
| Tralala                       | Tralala                                | Arnaud Larrieu i Jean-Marie Larrieu | Francja           |
| The Velvet Underground        | The Velvet Underground                 | Todd Haynes                         | Stany Zjednoczone |
| Gdzie jest Anne Frank         | Where Is Anne Frank                    | Ari Folman                          | Izrael            |

### Sekcja "Cannes Premiere"
Następujące filmy zostały wyświetlone na festiwalu w ramach sekcji "Cannes Premiere":
| Tytuł polski                    | Tytuł oryginalny                         | Reżyseria            | Kraj produkcji    |
| ------------------------------- | ---------------------------------------- | -------------------- | ----------------- |
| Miłosna piosenka dla twardzieli | Cette musique ne joue pour personne      | Samuel Benchetrit    | Francja           |
| Krowa                           | Cow                                      | Andrea Arnold        | Wielka Brytania   |
| Przed twoją twarzą              | 당신의 얼굴 앞에서 Dangsin-eolgul-apeseo | Hong Sang-soo        | Korea Południowa  |
| Ewolucja                        | Evolúció                                 | Kornél Mundruczó     | Węgry             |
| Jane według Charlotte           | Jane par Charlotte                       | Charlotte Gainsbourg | Francja           |
| JFK: Droga do prawdy            | JFK Revisited: Through the Looking Glass | Oliver Stone         | Stany Zjednoczone |
| Marks może zaczekać             | Marx può aspettare                       | Marco Bellocchio     | Włochy            |
| Wolne                           | Mothering Sunday                         | Eva Husson           | Wielka Brytania   |
| Belle                           | 竜とそばかすの姫 Ryū to sobakasu no hime | Mamoru Hosoda        | Japonia           |
| Trzymaj mnie mocno              | Serre-moi fort                           | Mathieu Amalric      | Francja           |
| Oszustwo                        | Tromperie                                | Arnaud Desplechin    | Francja           |
| Val                             | Val                                      | Ting Poo i Leo Scott | Stany Zjednoczone |
| Vortex                          | Vortex                                   | Gaspar Noé           | Francja           |

### Pokazy specjalne
Następujące filmy zostały wyświetlone na festiwalu w ramach pokazów specjalnych:
| Tytuł polski                           | Tytuł oryginalny                       | Reżyseria | Kraj produkcji    |
| -------------------------------------- | -------------------------------------- | --- | ----------------- |
| Babi Jar. Konteksty                    | Babi Yar. Context                      | Siergiej Łoznica | Ukraina           |
| H6                                     | H6                                     | Yé Yé | Chiny             |
| Zmagania                               | Les héroïques                          | Maxime Roy | Francja           |
| Czarne zeszyty                         | מחברות שחורות Machbarot Shchorot       | Szlomi Elkabetz | Izrael            |
| Górski marynarz                        | O Marinheiro das Montanhas             | Karim Aïnouz | Brazylia          |
| Mój kochanek, mon amour                | Mi iubita, mon amour                   | Noémie Merlant | Francja           |
| New Worlds: The Cradle of Civilization | New Worlds: The Cradle of Civilization | Andrew Muscato | Stany Zjednoczone |
| Odczuwasz dziś samotność?              | 热带往事 Re dai wang shi               | Wen Shipei | Chiny             |
| Rewolucja naszych czasów               | Revolution of Our Times                | Kiwi Chow | Hongkong          |
| Rok nieustającej burzy                 | The Year of the Everlasting Storm      | Dżafar Panahi, Anthony Chen, Malik Vitthal, Laura Poitras, Dominga Sotomayor Castillo, David Lowery i Apichatpong Weerasethakul | Stany Zjednoczone |

## Laureaci nagród

### Konkurs główny
Złota Palma

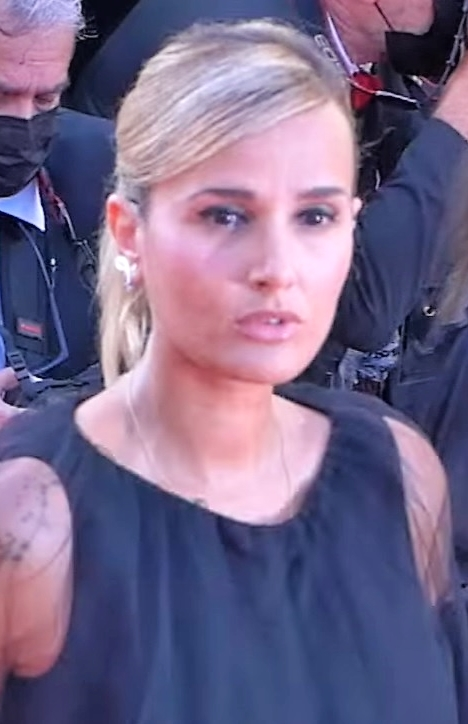
Julia Ducournau, zdobywczyni Złotej Palmy.

- Titane, reż. Julia Ducournau

Grand Prix
- Bohater, reż. Asghar Farhadi
- Przedział nr 6, reż. Juho Kuosmanen

Nagroda Jury
- Kolano Ahed, reż. Nadaw Lapid
- Memoria, reż. Apichatpong Weerasethakul

Najlepsza reżyseria
- Leos Carax − Annette

Najlepsza aktorka
- Renate Reinsve − Najgorszy człowiek na świecie

Najlepszy aktor
- Caleb Landry Jones − Nitram

Najlepszy scenariusz
- Ryūsuke Hamaguchi i Takamasa Oe − Drive My Car

### Sekcja „Un Certain Regard”
Nagroda Główna

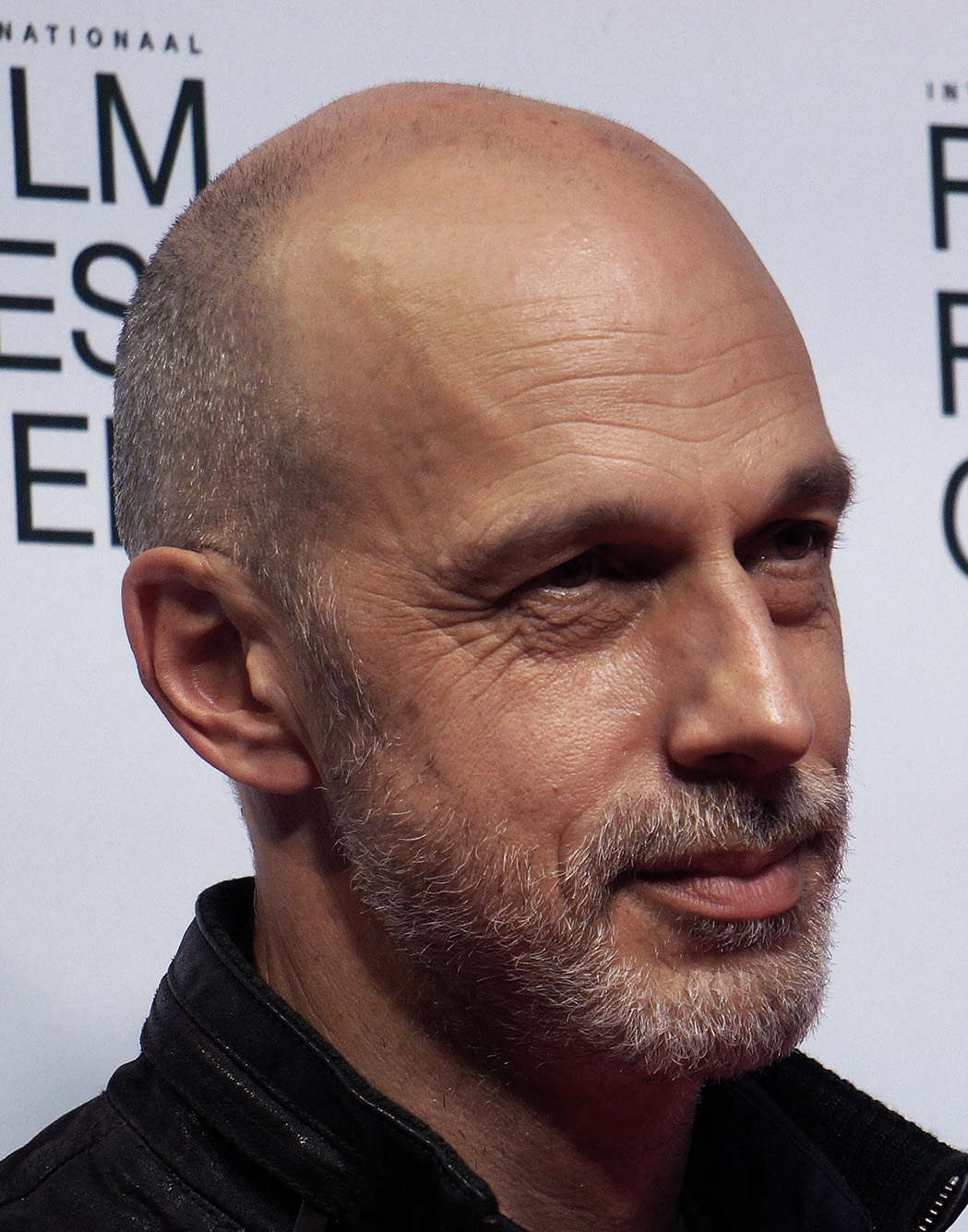
Nagrodzony reżyser Sebastian Meise.

- Rozkurczając pięści, reż. Kira Kowalenko

Nagroda Jury
- Wielka wolność, reż. Sebastian Meise

Najlepsza obsada aktorska
- Dobra matka, reż. Hafsia Herzi

Nagroda za odwagę
- La Civil, reż. Teodora Mihai

Nagroda za oryginalność
- Lamb, reż. Valdimar Jóhannsson

Wyróżnienie specjalne
- Modlitwa o lepsze dni, reż. Tatiana Huezo

### Konkurs filmów krótkometrażowych
Złota Palma dla najlepszego filmu krótkometrażowego
- Wszystkie kruki świata, reż. Tang Yi

Wyróżnienie Specjalne
- Sierpniowe niebo, reż. Jasmin Tenucci

Nagroda Cinéfondation dla najlepszej etiudy studenckiej
- I miejsce:  L'enfant salamandre, reż. Théo Degen
- II miejsce:  Cicada, reż. Yoon Daewoen
- III miejsce:  Cantareira, reż. Rodrigo Ribeyro /  Historie miłosne zasłyszane w trasie, reż. Carina-Gabriela Daşoveanu

### Wybrane pozostałe nagrody

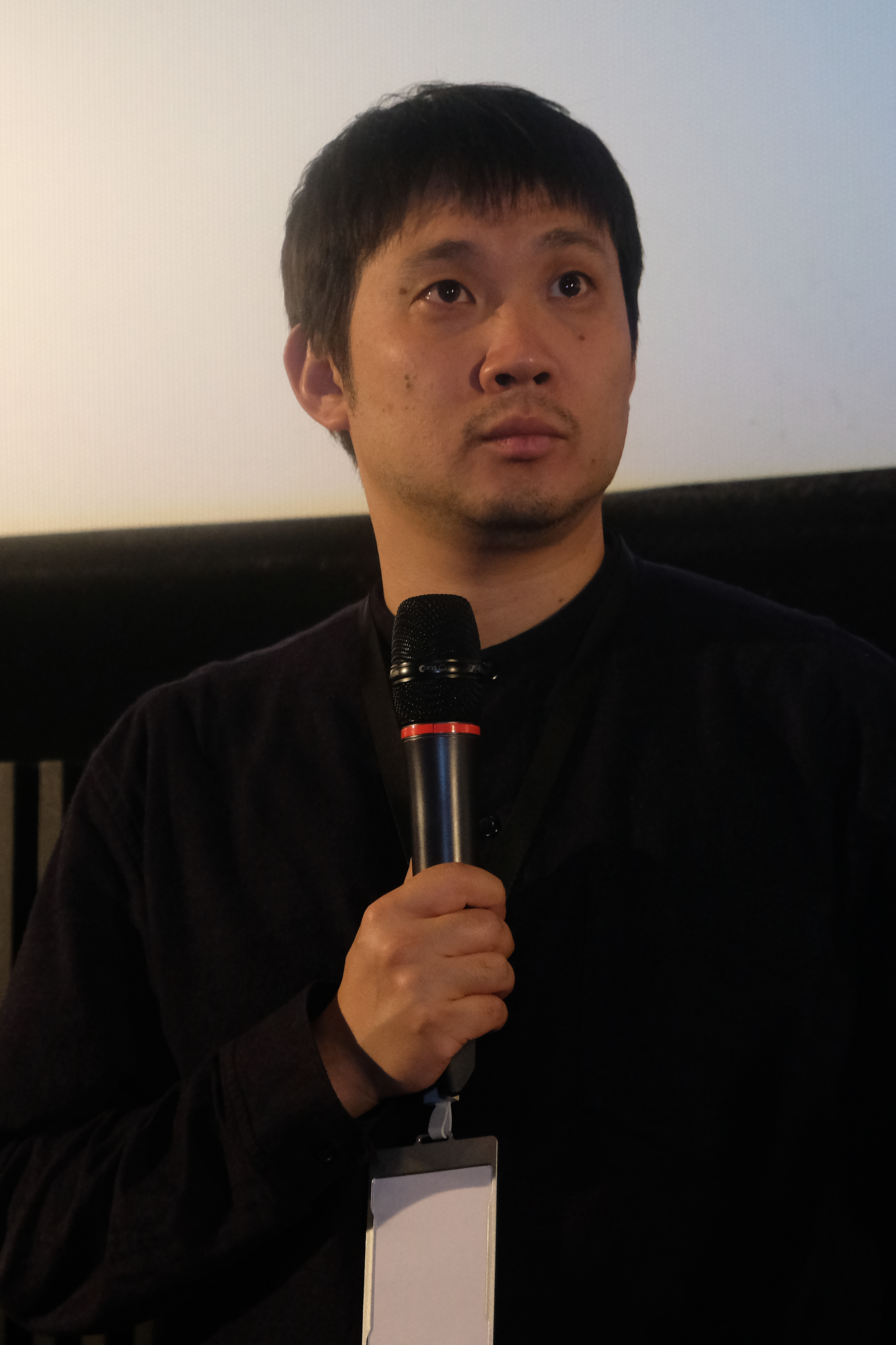
Kilkukrotnie nagrodzony reżyser Ryūsuke Hamaguchi.

Złota Kamera za najlepszy debiut reżyserski
- Murena, reż. Antoneta Alamat Kusijanović

Nagroda Główna w sekcji „Międzynarodowy Tydzień Krytyki”
- Pióra, reż. Omar El Zohairy

Nagroda Label Europa Cinemas dla najlepszego filmu europejskiego w sekcji "Quinzaine des réalisateurs"
- Chiara, reż. Jonas Carpignano

Złote Oko za najlepszy film dokumentalny
- W mroku niepewności, reż. Payal Kapadia
  - Wyróżnienie:  Babi Jar. Konteksty, reż. Siergiej Łoznica

Nagroda FIPRESCI
- Konkurs główny:  Drive My Car, reż. Ryūsuke Hamaguchi
- Sekcja „Un Certain Regard”:  Plac zabaw, reż. Laura Wandel
- Sekcje paralelne:  Pióra, reż. Omar El Zohairy

Nagroda Jury Ekumenicznego
- Drive My Car, reż. Ryūsuke Hamaguchi
  - Wyróżnienie:  Przedział nr 6, reż. Juho Kuosmanen

Nagroda CST dla artysty technicznego
- Władisław Opeljanc za zdjęcia do filmu Gorączka

Nagroda za najlepszą ścieżkę dźwiękową
- Ron Mael i Russell Mael − Annette
- Rone − Paryż, 13. dzielnica

Nagroda im. François Chalais dla filmu propagującego znaczenie dziennikarstwa
- Bohater, reż. Asghar Farhadi
  - Wyróżnienie:  Freda, reż. Gessica Généus

Queerowa Palma dla najlepszego filmu o tematyce LGBT
- Podziały, reż. Catherine Corsini

Nagroda Palm Dog dla najlepszego psiego występu na festiwalu
- Pamiątka: Część II, reż. Joanna Hogg

Honorowa Złota Palma za całokształt twórczości
- Marco Bellocchio
- Jodie Foster